# Fernando Viña
Fernando Viña (Sacramento, California, 16 de abril de 1969) es un exjugador profesional estadounidense de béisbol que se desempeñó en la posición de segunda base en las Grandes Ligas de Béisbol (MLB). Logró obtener dos Guantes de Oro.

## Carrera
Viña jugó como profesional una temporada en Seattle Mariners (1993), después pasó a New York Mets (1994), luego a Milwaukee Brewers (1995-1999), posteriormente a St. Louis Cardinals (2000-2003), y finalmente, a Detroit Tigers, donde jugó una temporada (2004), y fue el equipo en el que se retiró.

## Premios
Fue galardonado con el Guante de Oro en dos oportunidades (2001 y 2002).